# Ark (PCショップ)
パソコンショップアークは、東京都千代田区秋葉原にあるパソコンショップである。自作PCパーツやPCゲーム関連商品、オリジナルBTOパソコン「arkhive」などを取り扱う。

## 概要
秋葉原に実店舗を構えるPCショップ。かつては川崎に店舗があった。
その後、秋葉原内にて移転があり、現在の場所へ移る。
サンマックス・テクノロジーズ製品の正規販売代理店。

## 沿革
- 1999年5月 タワーヒル株式会社設立
- 1999年6月 神奈川県川崎市川崎区駅前本町にて店舗オープン
- 2002年10月 川崎から秋葉原（外神田4丁目）へ移転[3]。
- 2005年3月 サンマックステクノロジーズ製品正規販売代理店へ
- 2006年5月 店舗を外神田3丁目へ移転する[4]。
- 2007年1月 アークオンラインストアリニューアル
- 2010年4月 dell/ALIENWAREとの期間限定コラボ開始
- 2012年7月 アークオンラインストアリニューアル
- 2017年6月 実店舗とWeb通販にてBitcoinとMonacoinの仮想通貨決済に対応[5]
- 2018年7月 ユニットコムの子会社となる[6]。本店所在地を東京都大田区大森西5丁目から本社所在地と同一へ変更[7]。
- 2018年10月 株式会社アークに社名を変更する[7]。
- 2020年11月 ロゴデザインをリニューアル[8]
- 2020年11月 BTO-PC新ブランドarkhive（アークハイブ）を発表[9]